# Odayaka Kizoku no Kyūka no Susume
Odayaka Kizoku no Kyūka no Susume (穏やか貴族の休暇のすすめ。?) es una serie de novelas ligeras japonesas escritas por Misaki e ilustradas por Sando. La serie comenzó a publicarse en línea en enero de 2014 en la plataforma de novelas generadas por usuarios Shōsetsuka ni Narō. Posteriormente, fue adquirida por TO Books, que ha publicado diecinueve volúmenes y dos relatos cortos desde junio de 2018. Desde diciembre de 2018, se publica en línea una adaptación a manga con composición de 8Key e ilustraciones de Momochi a través del servicio de manga Comic Corona de TO Books, basado en Nico Nico Seiga, y que ha sido recopilada en once volúmenes tankōbon. Una adaptación a serie de anime producida por SynergySP se estrenará en enero de 2026.

## Sinopsis
Sin saber cómo, pero sabiendo que es cierto, Lizel se encuentra en otro mundo. Siendo un noble en su mundo, Lizel no tiene experiencia en defenderse ni conoce la vida de los plebeyos; por ello, busca la ayuda de Gil y le pide que sea su guardaespaldas. Si bien este mundo es similar al suyo, desconoce los peligros y las leyes que podrían acarrear problemas.
¿Podrá Lizel regresar a su mundo? ¿Quién sabe? Lo único que le importa es que su desplazamiento sea como unas vacaciones de sus deberes nobles.

## Personajes
Lizel (リゼル Rizeru?)
 Seiyū: Sōma Saitō
Gil (ジル Jiru?)
 Seiyū: Yūichirō Umehara

## Contenido de la obra

### Novelas ligeras
La novela ligera fue escrito por Misaki, Odayaka Kizoku no Kyūka no Susume comenzó a serializarse en línea en el sitio web de publicación de novelas generadas por usuarios Shōsetsuka ni Narō el 28 de enero de 2014. Posteriormente fue adquirido por TO Books, que comenzó a publicarlo con ilustraciones de Sando bajo su sello de novelas ligeras TO Bunko el 9 de junio de 2018. Se han publicado veinte volúmenes y dos cuentos hasta abril de 2025.

### Manga
Una adaptación al manga con composición de 8Key y arte de Momochi comenzó a serializarse en el servicio de manga Comic Corona de TO Books basado en Nico Nico Seiga el 17 de diciembre de 2018. Los capítulos del manga se han compilado en doce volúmenes tankōbon a partir de abril de 2025.
| Volúmenes de manga publicados | Volúmenes de manga publicados | Volúmenes de manga publicados |
| Número                        | Fecha de lanzamiento          | ISBN                          |
| ----------------------------- | ----------------------------- | ----------------------------- |
| 1                             | 1 de junio de 2019            | ISBN 978-4-8647-2819-5        |
| 2                             | 15 de noviembre de 2019       | ISBN 978-4-8647-2875-1        |
| 3                             | 25 de mayo de 2020            | ISBN 978-4-8647-2989-5        |
| 4                             | 14 de noviembre de 2020       | ISBN 978-4-8669-9082-8        |
| 5                             | 1 de junio de 2021            | ISBN 978-4-8669-9233-4        |
| 6                             | 1 de diciembre de 2021        | ISBN 978-4-8669-9373-7        |
| 7                             | 15 de julio de 2022           | ISBN 978-4-8669-9562-5        |
| 8                             | 15 de diciembre de 2022       | ISBN 978-4-8669-9724-7        |
| 9                             | 15 de junio de 2023           | ISBN 978-4-8669-9872-5        |
| 10                            | 15 de abril de 2024           | ISBN 978-4-8679-4152-2        |
| 11                            | 15 de octubre de 2024         | ISBN 978-4-8679-4331-1        |

### Anime
Se anunció una adaptación televisiva al anime el 9 de octubre de 2024. La serie es producida por SynergySP en colaboración con Ascension y dirigida por Kenta Noda, con guiones de Yōsuke Suzuki, diseño de personajes de Akito Fujiwara y música de Kōsuke Yamashita. Su estreno está previsto para enero de 2026.